# Thomas B. Fargo

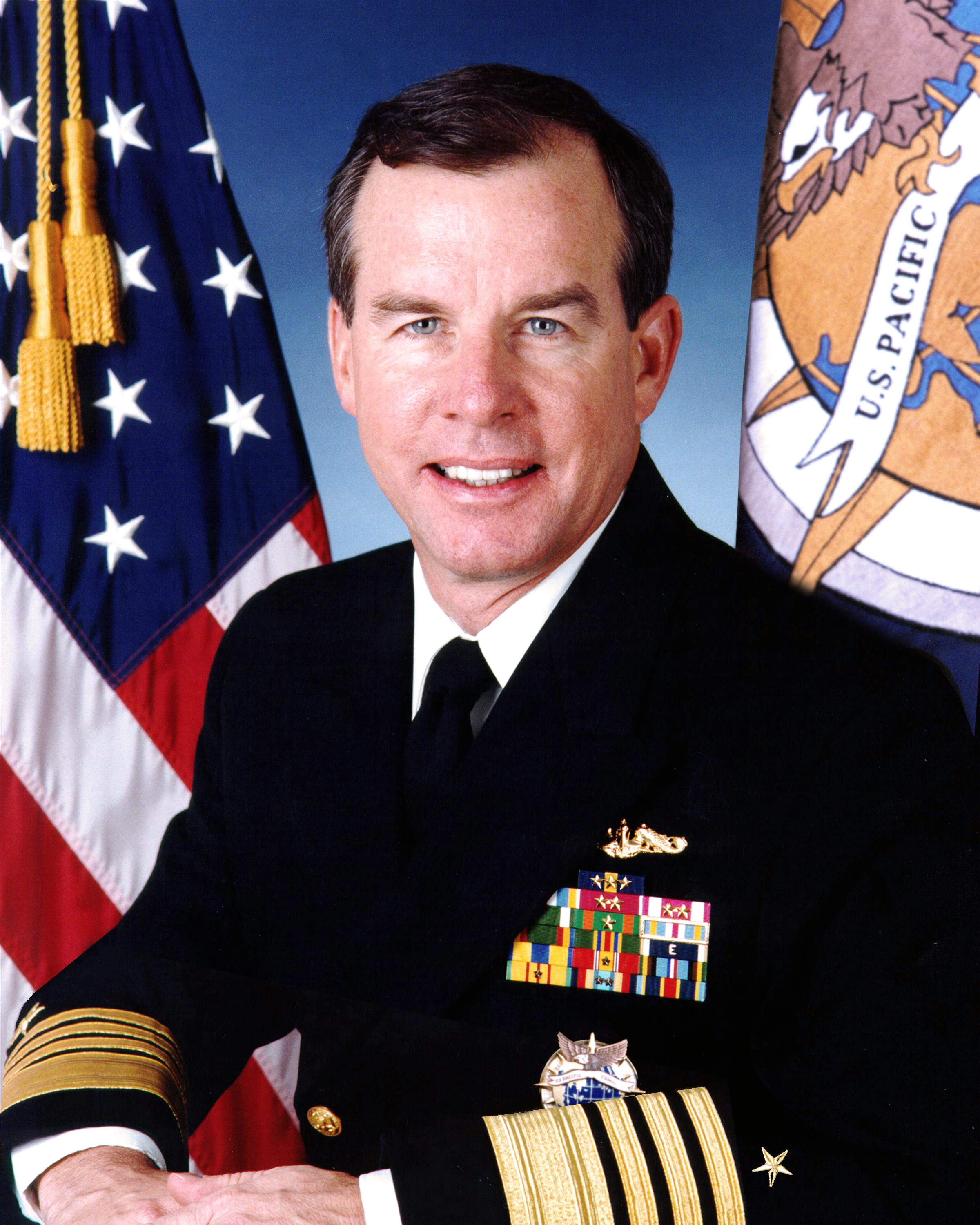
Admiral Thomas B. Fargo

Thomas Boulton Fargo (* 13. Juni 1948 in San Diego, Kalifornien) ist ein ehemaliger Admiral der US Navy, der zuletzt von 2002 bis 2005 Kommandeur der US-Streitkräfte im Pazifikraum USPACOM (US Pacific Command) war.

## Leben

### Militärische Ausbildung sowie Verwendungen als Offizier und Stabsoffizier

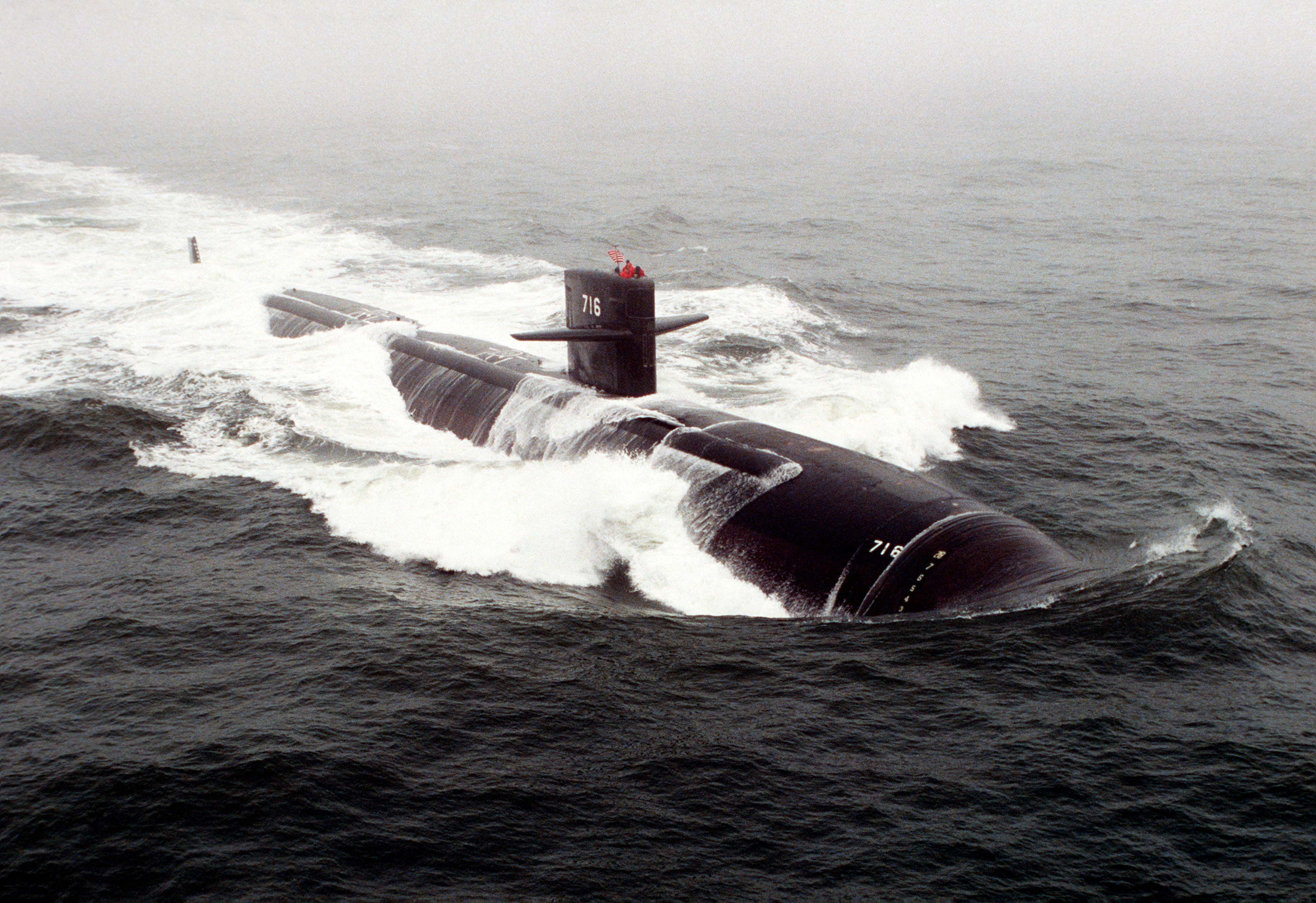
Zwischen 1987 und 1989 Kommandant des Atom-U-Bootes Salt Lake City

Fargo war der Sohn des Marineoffiziers Thomas A. Boulton und dessen Ehefrau Helen. Nachdem sein Vater 1957 bei einem Flugzeugabsturz ums Leben gekommen war, heiratete seine Mutter 1960 Kapitän zur See William B. Fargo, der für seine Verdienste als Offizier auf dem Schlachtschiff Washington während des Zweiten Weltkrieges mit dem Legion of Merit ausgezeichnet wurde. Nach dem Besuch der High School in Coronado sowie im japanischen Sasebo begann er 1966 seine Offiziersausbildung an US Naval Academy in Annapolis, die er im Juni 1970 als Leutnant zur See abschloss. In den folgenden Jahren fand er Verwendungen als Offizier und Stabsoffizier in verschiedenen Marineeinheiten und war unter anderem stellvertretender Kommandant (Executive Officer) des zur Thresher-Klasse gehörenden U-Bootes Plunger sowie Referent im Marinepersonalamt (Bureau of Naval Personnel).
Fargo war vom 14. Mai 1987 bis zum 13. Juli 1989 Kommandant der Salt Lake City, einem zur Los-Angeles-Klasse gehörenden Atom-U-Boot, Kommandeur der U-Boot-Gruppe 7 (Submarine Group 7) sowie Offizier im Stab des Oberkommandierenden der US-Atlantikflotte USLANTFLT (US Atlantic Fleet). Des Weiteren war er zwischen 1992 und 1993 Kommandeur der Eingriffsgruppe 74 (Task Force 74), Kommandeur der im Westpazifik, Indischen Ozean und im Persischen Golf operierenden Eingriffsgruppe 157 (Task Force 157) sowie Offizier im Büro des Chefs des Stabes der Marine (Chief of Naval Operations).

### Aufstieg zum Admiral

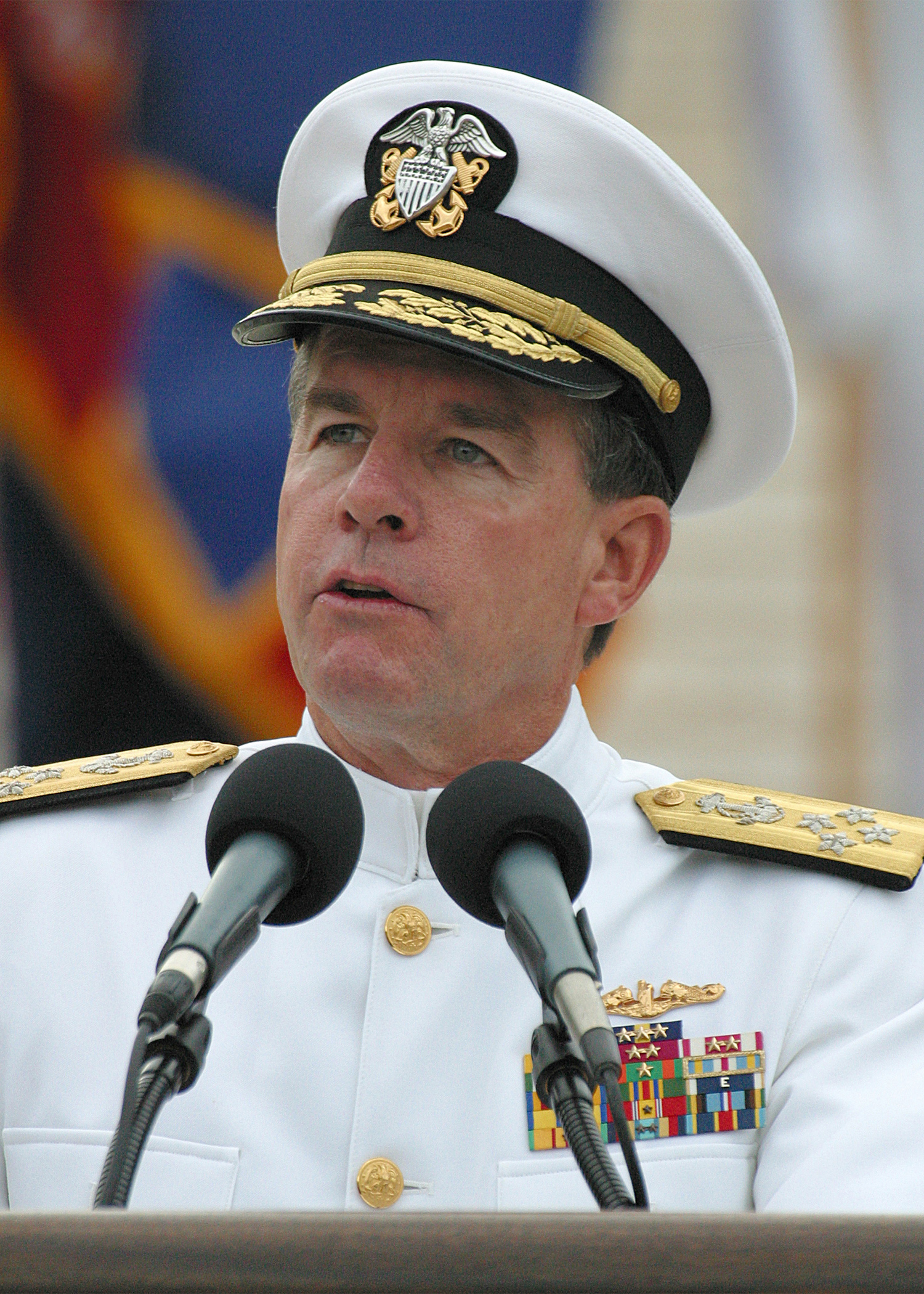
Admiral Thomas B. Fargo bei einer Gedenkrede anlässlich des ersten Jahrestages der Terroranschläge am 11. September 2001 (11. September 2002)

Nach seiner Beförderung zum Flottillenadmiral 1994 wurde Fargo Leiter der Operationsabteilung (J-3) des US-Atlantikkommandos und als solcher maßgeblich an der Operation Uphold Democracy beteiligt, eine US-geführte multinationale Operation in Haiti vom 19. September 1994 bis zum 31. März 1995 zur Rückkehr und Aufrechterhaltung der Macht des Staatspräsidenten von Haiti, Jean-Bertrand Aristide. Nachdem er Leiter der Bewertungsabteilung N-81 (Director, Assessment Division) im Büro des Chefs des Stabes der Marine war, wurde er im Juli 1996 Kommandeur der Fünften US-Flotte (US Fifth Fleet) und war als solcher bis Juli 1998 in Personalunion zugleich Kommandeur der Marineverbände des Zentralkommandos der US-Streitkräfte CENTCOM (US Central Command), ehe er im Anschluss zwischen Juli 1998 und Oktober 1999 stellvertretender Chef des Marinestabes für Planung, Grundsatzpolitik und Operationen N-3/N-5 (Deputy Chief of Naval Operations for Plans, Policy and Operations) war.
Am 8. Oktober 1999 löste Fargo Admiral Archie Clemins als Oberkommandierender der US-Pazifikflotte CINCPACFLT (US Pacific Fleet) ab und bekleidete diesen Posten bis zum 4. Mai 2002, woraufhin Admiral Walter F. Doran seine Nachfolge antrat. Während dieser Zeit wurde er am 1. Dezember 1999 zum Admiral befördert. Am 2. Mai 2002 übernahm er von Admiral Dennis C. Blair den Posten als Kommandeur der US-Streitkräfte im Pazifikraum USPACOM (US Pacific Command) mit Hauptquartier im Camp H. M. Smith auf Oʻahu. In dieser Funktion war er der leitende Militärkommandeur der USA im Gebiet des Pazifischen sowie Indischen Ozeans und führte das größte der vereinigten Kommandos aus US Army, US Navy, US Marine Corps sowie US Air Force. Während dieser Funktion informierte er den US-Kongress über seine vorzeitigen Ruhestandspläne, woraufhin ein General der US Air Force für seine Nachfolge nominiert wurde. Dies führte jedoch zu einem Veto im US-Senat, da es üblich war, dass ein Admiral das US Pacific Command führte und bislang kein General einer anderen Teilstreitkraft dieses Amt innehatte. Aus diesem Grund wurde der vorgeschlagene General der US Air Force nicht durch den Senat bestätigt, woraufhin US-Präsident George W. Bush mangels Nachfolger die Dienstzeit von Admiral Fargo zunächst verlängerte. Nachdem der Senat schließlich Admiral William J. Fallon für die Nachfolge bestätigt hatte, trat Fargo schließlich am 26. Februar 2005 in den Ruhestand.
Für seine langjährigen Verdienste wurde ihm unter anderem vier Mal die Navy Distinguished Service Medal, die Defense Superior Service Medal sowie drei Mal der Legion of Merit verliehen.

## Auszeichnungen
- Navy Distinguished Service Medal (4×)
- Defense Superior Service Medal
- Legion of Merit (3×)